# 孔巴约
孔巴约（法語：Combaillaux，法語發音：[kɔ̃bajo]）是法国埃罗省的一个市镇，属于洛代沃区。

## 地理
孔巴约（43°40'38"N, 3°45'59"E）面积9.06 平方千米，位于法国奧克西塔尼大區埃罗省，该省份为法国南部沿海省份，南濒地中海，西南接奥德省，西北接塔恩省和阿韦龙省，东北与加尔省接壤。
与孔巴约接壤的市镇（或旧市镇、城区）包括：格拉贝勒、米尔勒、圣热利迪费斯克、瓦约凯斯。

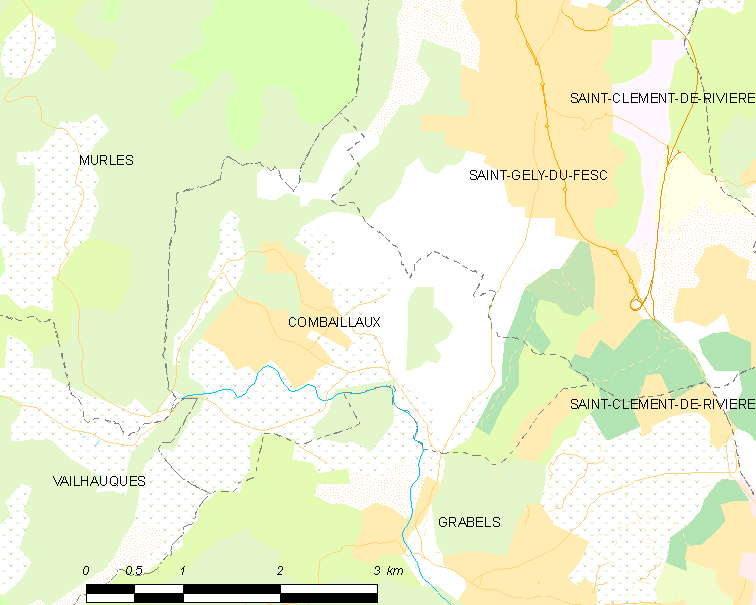
孔巴约的OSM定位图

孔巴约的时区为UTC+01:00、UTC+02:00（夏令时）。

## 行政
孔巴约的邮政编码为34980，INSEE市镇编码为34082。

## 政治
孔巴约所属的省级选区为圣热利迪费斯克县。

## 人口

1962-2008年间孔巴约人口变化图示

孔巴约于2022年1月1日时的人口数量为1961人。